# Haramiyidae
Haramiyidae é uma família de mamíferos extintos incluídos na ordem Haramiyida.

## Classificação
- Família Haramiyidae Simpson, 1947 
  - Gênero Hypsiprymnopsis Dawkins, 1864 nomen dubium
  - Gênero Mojo Hahn, Lepage e Wouters
  - Gênero Allostaffia Heinrich, 1999
  - Gênero Avashishta Anantharaman, Wilson, Das Sarma e Clemens, 2006
  - Gênero Thomasia Poche, 1908